# Erica empetrina
Erica empetrina là một loài thực vật có hoa trong họ Thạch nam. Loài này được L. mô tả khoa học đầu tiên năm 1759.